# Comité national olympique des Samoa américaines
Le comité national olympique des Samoa américaines (ASNOC en anglais, pour American Samoa National Olympic Committee) est le représentant du mouvement sportif samoan américain, et le représentant du CIO aux Samoa américaines.
Le président de l'ASNOC est Ed Imo. Son secrétaire général est Ethan Lake.

## Histoire
Créée en 1985, puis reconnue comme Comité national olympique en 1987, cette délégation participe pour la première fois aux Jeux olympiques d'été de 1988 à Séoul, en Corée du Sud.
L'ASNOC perd son président Peni "Ben" Solaita le 27 janvier 2011. Il était le président de l'ASNOC depuis 1997. Il était une figure emblématique du sport samoan américain, et plus particulièrement du baseball.